# Denis Vieru
Denis Vieru (10 de março de 1992) é um judoca moldavo, medalhista olímpico.